# 양자 컴퓨터

양자 컴퓨터의 기초가 되는 큐비트를 그림으로 나타내기 위한 블로흐 구면

양자 컴퓨터(quantum computer, 문화어: 량자 콤퓨터)는 얽힘(entanglement)이나 중첩(superposition) 같은 양자역학적인 현상을 활용하여 자료를 처리하는 계산 기계이다. 또한 그러한 방법을 '양자 컴퓨팅'(quantum computing)이라고 한다.
양자 컴퓨팅은 컴퓨터 과학·물리학·수학의 여러 측면으로 이루어진 종합적 분야로서 양자역학을 활용해 기존의 컴퓨터보다 빠르게 복잡한 문제를 해결할 수 있다.
고전적인(전통적인) 컴퓨터에서 자료의 양은 비트로 측정된다. 양자 컴퓨터에서 자료의 양은 큐비트로 측정된다. 양자 계산의 기본적인 원칙은 입자의 양자적 특성이 자료를 나타내고 구조화할 수 있다는 것과 양자적 메카니즘이 고안되어 이러한 자료들에 대한 연산을 수행할 수 있도록 만들어질 수 있다는 것에 기인한다. 양자 컴퓨팅이 여전히 실험적인 초기단계에 머물러있지만, 매우 작은 수의 큐비트를 가지고 양자 수치 계산이 수행되는지에 관한 연구들이 행해져 왔다.
양자 정보 통신은 정보 사회의 패러다임을 바꿀 신기술로 여겨졌다. 양자 정보 통신을 활용한 양자 컴퓨터는 한 개의 처리 장치에서 여러 계산을 동시에 처리할 수 있어 정보처리량과 속도가 지금까지의 컴퓨터에 비해 뛰어나다. 하지만 정보 교환을 위해 발생하는 양자 얽힘(quantum entanglement)에 큰 비용이 드는 단점이 있어 양자 정보 통신에서 필수적이지만 비용이 많이 발생하는 얽힘을 가능한 한 줄이고 부정보(side information)를 활용해 정보를 교환하는 방식이 개발되었다.

## 양자 컴퓨팅과 계산 복잡도 이론

BQP와 다른 문제 공간의 관계 추정 도식

이 절에서는 양자 컴퓨터의 능력에 대해 현재 알려진 수학적인 결과를 조사한다. 이 결과는 양자 컴퓨터와 관계된 계산 복잡도 이론과 계산 이론에서 나온 것이다. 양자컴퓨터의 언어는 00,01,10,11이다.
양자 컴퓨터가 효율적으로 풀 수 있는 문제군을 BQP라 한다. 여기서 효율적이란, '정해진 오차범위 내에서 다항 시간 안에' 푼다는 뜻이다. 양자 컴퓨터는 확률적 알고리즘을 실행할 뿐이므로 양자 컴퓨터에 대한 BQP는 기존 컴퓨터에 대한 BPP에 대응한다. BPP는 오차 확률을 1/4로 제한하며 다항 시간에 풀 수 있는 문제의 집합으로 정의된다. 양자 컴퓨터가 문제를 '푼다'는 것은 모든 예제에 대해 높은 확률로 올바른 결과가 나온다는 뜻이다. 그 결과가 다항 시간에 나왔다면 그 문제는 BQP에 속한다.
BQP는 NP-완전과 서로소 집합이고, P가 BQP의 진부분집합일 것으로 추정되나 아직 증명되지는 않았다. 소인수 분해와 이산 로그 문제가 BQP에 속한다. 두 문제 모두 NP문제이고, BPP가 아닐 것으로 추정되므로 P에도 속하지 않는다. 또한 NP-완전도 아닐 것으로 추정된다. 양자 컴퓨터가 NP-완전 문제를 다항 시간에 풀 수 있다는 잘못된 인식이 널리 퍼져 있으나 확실히 증명된 바는 없다. 양자 컴퓨터도 NP-완전 문제는 다항 시간에 풀 수 없다는 견해가 일반적이다.
양자 컴퓨터의 연산자는 벡터에 특정한 행렬을 곱해서 바꾸는 것으로 생각할 수 있다. 행렬을 곱하는 연산은 선형 연산이다. 대니얼 S. 에이브럼스와 세트 로이드는 양자 컴퓨터가 '비선형' 을 계산할 수 있다면 NP-완전 문제를 다항 시간에 풀 수 있음을 보였다. #P-완전 문제 역시 가능하다. 그러나 그러한 기계는 불가능하다고 보았다.
양자 컴퓨터가 기존 컴퓨터보다 빠를 수는 있지만, 기존 컴퓨터로 풀 수 없는 문제는 양자 컴퓨터 역시 풀 수 없다. 충분한 시간과 메모리가 주어지더라도 사실상 마찬가지이다. 튜링 기계가 양자 컴퓨터를 시뮬레이트할 수 있기 때문에 양자 컴퓨터가 정지 문제 같은 결정 불가능 문제를 풀 수는 없다. '표준' 양자 컴퓨터의 존재가 처치-튜링 명제를 반증하지는 않는다.
최근에 수많은 연구자들이 양자 역학을 하이퍼 계산에 사용할 수 있는지를 연구하기 시작하였다. 즉, 결정 불가능 문제를 풀 수 있을지를 연구하는 것이다. 그러한 주장은 이론적으로도 가능하지 않을 것으로 보는 회의적인 견해가 많다.

## 양자컴퓨터 기업

### 아이온큐
2021년 10월 뉴욕증시에 상장한 아이온큐는 이온트랩 방식을 사용하고 있으며, 해당분야의 선두주자로 자리하고 있다. 2019년, 삼성전자가 아이온큐에 650억 원을 투자했다. 아이온큐는 양자컴퓨터 분야의 권위자 김정상 듀크대 교수와 크리스토퍼 먼로 메릴랜드 대학교 교수가 2015년에 설립한 회사다. 먼로 교수는 2012년 노벨 물리학상 수상자인 데이비드 와인랜드와 함께 최초의 통제 가능한 큐비트를 생성하는 데 성공했으며, 김정상 교수는 양자정보처리와 양자통신하드웨어에서 독보적 지위를 다졌다. 아마존 엔지니어링 임원 출신인 피터 채프먼이 CEO를 맡고있다.
2021년 9월 9일, 삼성전자·현대차가 투자한 아이온큐가 미국 주립 메릴랜드 대학교에 아이온큐 연구원과 엔지니어 등이 이용할 수 양자컴퓨딩 실습 연구소를 설립한다. 국립 양자 연구소 형태로 메릴랜드주(州) 중부 칼리지파크에 있는 메릴랜드대 디스커버리 구역에 위치한다.
2023년 5월, 아이온큐가 23년도 말까지 목표했던 29AQ 양자컴퓨터 시스템을 7개월 앞서 조기달성하였다. 2025년 목표인 64AQ부터는 슈퍼컴퓨터로는 절대로 따라잡을 수 없는 수준이며, 실제로 아이온큐의 피터 채프먼 CEO는 QWC(Quantum World Congress) 연설에서 "64AQ는 게임체인저가 될 것이며 양자컴퓨터의 진정한 가치를 보여줄 수 있는 제품일 것"이라고 설명하였다. 양자 기업 중 최초로 미국 시애틀에 양자컴퓨터 제조 공장을 지었다.

### 디웨이브
2011년 5월 11일, 캐나다의 디웨이브에서 128큐비트 프로세스가 장착된 세계최초의 상용화 양자컴퓨터인 '디워이브 원'을 내놓았으며, 5월 20일 1000만 달러의 가격으로 시장에 내놓았다. 디웨이브 원은 범용 양자 컴퓨터는 아니며, 양자 어닐링이라는 특정한 양자 알고리즘에 특화된 하드웨어를 갖고 있다.
2013년 미국 항공우주국과 구글이 공동으로 설립할 인공지능 연구소에서 디웨이브 투를 구매할 계획이라고 밝혔다. 이후 디웨이브는 디웨이브 원의 후속으로 512개의 큐비트를 사용하는 디워이브 투를 출시했는데 구글이 이를 구입했다. 이것은 머신러닝과 음성인식, 자연어 처리를 위해 방대한 데이터를 분석할 수 있고, 싱글코어 칩을 활용하는 일반 컴퓨터보다 1억배 이상 빠른 속도로 처리할 수 있는 것으로 알려졌다. 앞으로 100 큐비트 정도 되는 양자컴퓨터가 등장한다면 전세계의 모든 하드드라이브의 데이터 저장용량을 가볍게 능가하게 될 것이다.

### 구글
2019년 구글은 슈퍼컴퓨터로 1만 년이 걸리는 연산을 200 초만에 해내는 53큐비트(qubit·양자컴퓨터 연산 단위) 성능의 시카모어 프로세서를 선보인 바 있다. 현존 가장 뛰어나다는 슈퍼컴퓨터를 양자컴퓨터가 뛰어넘은 이른바 양자우월성 단계에 도달한 것이다. 구글은 2019년 세계 최초로 슈퍼컴퓨터조차 풀기 어려운 문제를 자사의 53-큐비트 시커모어 양자프로세서를 이용해 해결했다. 2019년 10월 구글은 53큐비트 기반 양자 컴퓨터를 개발해 슈퍼컴퓨터가 1만 년 걸리는 계산을 3분20초 만에 풀 수 있다고 밝혔다.
2019년 10월 29일, 라이트코인 재단 공동 창업자 왕 신시가 트위터를 통해 “구글의 54 큐비트(양자컴퓨터의 기본 단위) 양자컴퓨터가 비트코인의 암호화를 풀려면 수백만 비트가 필요하다. 양자컴퓨터의 큐비트 단위가 매년 두 배로 늘어난다는 가정하에 비트코인을 깨는 데 약 15년이 걸릴 것”이라고 설명했다.
구글의 양자컴퓨터는 큐비트 수가 53개다. 표준과학연구원 정연욱 박사에 따르면 큐비트 수가 50개를 넘어서면 양자컴퓨터의 능력이 현재 디지털컴퓨터 중에서 성능이 가장 뛰어난 수퍼컴퓨터의 메모리 수준으로 올라선다. 구글의 양자컴퓨터가 양자우월성을 돌파했다는 건 그들이 가진 큐비트 수에서도 짐작할 수 있다. 정 박사는 큐비트 수가 60개가 되면 수퍼컴퓨터보다 성능이 1000배 이상 커지는 것이라고 했다.
사이버 보안 회사인 딥와치의 제품 및 전략 담당 부사장인 마리사 리스 우드는 "오늘날의 유비쿼터스 RSA 암호화 알고리즘의 경우에 기존 컴퓨터는 2,048비트 디지털 키로 보호되는 통신을 중단하는 데 약 300조 년이 걸리지만 4,099 큐비트로 구동되는 양자 컴퓨터는 10초면 충분하다"고 말했다.

### IBM
2021년 11월 14일, 아빈드 크리슈나 IBM 최고경영자(CEO)는 미국 인터넷 매체 악시오스(Axios on HBO)에서 새로 개발한 이글 프로세서는 127큐비트(qubit :양자컴퓨터 연산단위)를 처리할 수 있다며 100큐비트 이상 성능으로 기존 컴퓨터를 능가하는 새 이정표에 도달했다고 말했다.
현재 공인인증서는 2048비트 RSA 암호화 키를 사용하는데, 2048비트를 양자컴퓨터로 계산해 뚫으려면 큐비트가 두 배 이상 필요하다. IDQ코리아 최정운 박사는 "지금 개발된 양자컴퓨터가 100큐비트 미만인데, 현재 암호화 알고리즘을 깨려면 적어도 5000큐비트 이상 양자컴퓨터가 필요하다"고 말했다. IBM은 현재 65큐비트 양자컴퓨터 허밍버드를 운용 중이다. 이들은 올해 127큐비트 이글에 이어, 내년 433큐비트 오스프리, 2024년 1121큐비트 콘도르를 개발하겠다고 예고한 바 있다.
백한희 IBM 퀀텀연구소 박사는 "IBM은 65큐비트 퀀텀 시스템을 IBM 퀀텀 네트워크 고객사에 제공하고 있으며 현재 100큐비트 프로세서를 활용한 시스템을 구축하고 있다"며 "고전컴퓨팅만을 활용했을 때보다 큰 이점을 누리게 되는 퀀텀 어드밴티지는 1000큐비트를 달성했을 때 가능하다고 생각된다. IBM은 2023년까지 이를 달성할 수 있도록 노력하고 있다"고 밝혔다. IBM은 양자컴퓨터 25대를 보유 중이며 초전도체 방식에선 가장 앞서나가고 있는 기업이다.

## 국가별 현황

### 대한민국

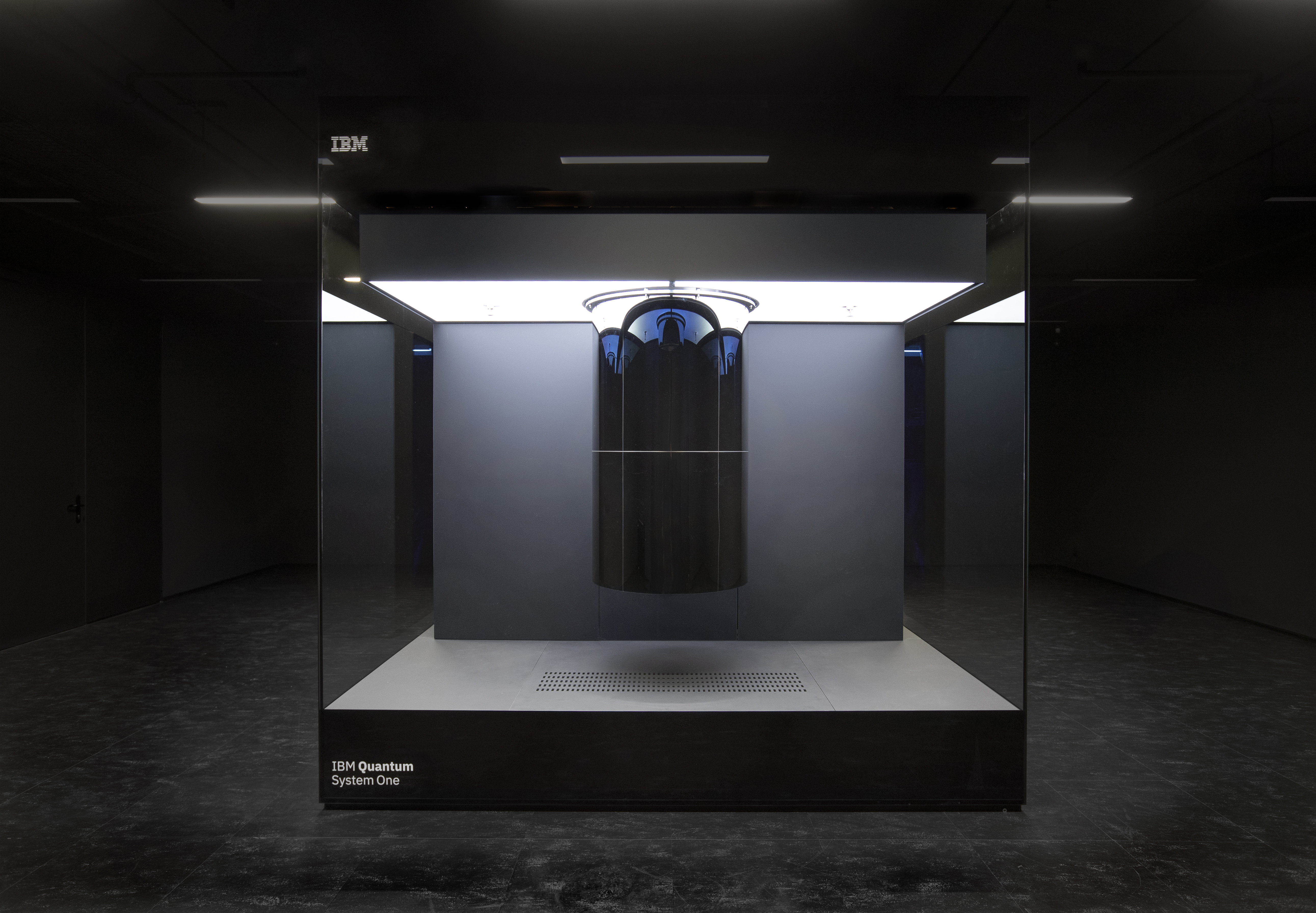
IBM이 2019년에 출시한 20개의 초전도 큐비트를 탑재한 양자 컴퓨터인 퀀텀 시스템 원

대한민국은 매년, 국내외 양자과학기술 연구자들과 관련 기업, 정부 대표 등이 참여하는 국제 행사인 퀀텀코리아를 개최하고 있다. 2021년 양자정보주간이라는 행사로 시작하여 2023년 현재의 이름으로 개칭하였다. 과학기술정보통신부와 퀀텀코리아조직위원회가 주최하고 있다. 양자 기술 관련 법으로는 2023년 10월 국회를 통과하여 이듬해 11월부터 시행된『양자 과학기술 및 양자 산업 육성에 관한 법률』(약칭 '양자법')이 있는데,  양자 과학기술과 산업을 육성하기 위해 종합계획을 수립하고 기술개발과 상용화를 촉진한다는 내용이 담겨 있다.
2019년 11월, 삼성전자는 10년 이상 미래를 보고 선행연구를 하는 삼성종합기술원을 중심으로 양자컴퓨터 연구개발을 강화하고 해외 스타트업에 수백억원을 투자하는 등 공격 행보에 나서고 있다. "기존 틀과 한계를 허물고 미래를 선점하자"는 이재용 삼성전자 부회장의 초격차 철학이 양자컴퓨터 투자에도 반영됐다는 분석이다. 2021년 9월 7일, 삼성전자가 이스라엘 양자컴퓨팅 스타트업 퀀텀 머신(Quantum Machines, QM)에 투자했다. 2019년 미국 알리로 테크놀로지스와 아이온큐 등 2곳에 투자한 뒤 양자컴퓨터 분야에서 세 번째 투자처다. 아이온큐가 하드웨어 업체라면, 퀀텀머신은 소프트웨어 업체이다.
2024년 11월, 미국, 캐나다, 독일, 일본에 이어 세계 5번째로 미국 IBM社의 127 큐비트 구동 초전도체 양자컴퓨터인 'IBM 퀀텀 시스템 원'이 연세대학교 송도 국제캠퍼스 양자컴퓨팅센터에 도입되었다. 이는 국내 최초의 100 큐비트급 양자컴퓨터 도입 사례이다. 2019년 약 10억 6000만 원 수준이었던 양자 연구개발(R&D) 투자액이 2025년 약 1980억 원으로 편성되었다. 2025년 6월, 정부는 2035년까지 양자 분야 인재는 약 7배, 양자 분야 종사자는 약 10배, 양자 관련 기업은 약 15배 늘려나간다는 계획을 밝혔다.

## 제품
- 2019년, 시커모어 프로세서, 53큐비트, 구글, 양자우월성 세계 최초 달성
- 2020년, 허밍버드 프로세서, 65큐비트, IBM
- 2021년 10월, 쭈충즈(祖沖之) 2.1, 66큐비트, 중국과학기술대 판젠웨이(潘建偉) 원사. 중국 최초의 양자우월성, 세계에서 가장 빠른 슈퍼컴퓨터보다 1천만배 빠르다.
- 2021년 11월, 이글 프로세서, 127큐비트, IBM
- 2022년, 오스프리 프로세서, 433큐비트, IBM
- 2024년, 콘도르 프로세서, 1121큐비트, IBM
- 2024년, 한국형 양자컴퓨팅 시스템(KQIP), 50큐비트, 대한민국
- 2030년, ??? 프로세서, 100큐비트, 대한민국

한국은 아직 프로세서 이름도 정하지 못한 수준이다.

## 같이 보기
- 쇼어 알고리즘
- 핵자기공명 양자 컴퓨터
- 가상현실(VR)
  - 완전몰입 가상현실(full-immersion virtual reality, FIVR)
- 증강현실(AR)
- 위상 양자 컴퓨터
- 컴퓨터 과학
- 이론 컴퓨터 과학
- 계산 이론
- 계산 가능성 이론